# 斑點羽鰓笛鯛
斑點羽鰓笛鯛（学名：Macolor macularis），又名斑點笛鯛、琉球黑毛，為輻鰭魚綱鱸形目鱸亞目笛鯛科的其中一種，分布於西太平洋區，從琉球群島至澳洲海域，棲息深度3-90公尺，體長可達60公分，生活在潟湖、臨海礁石，夜間覓食，屬肉食性，以浮游生物為食，可做為食用魚及遊釣魚。
种名 macularis 意为“斑点的”。